# Alfons Heun
Alfons Heun OCist, portugiesisch Abade Dom Alfonso Kiliani Heun (* 17. Juli 1898 in Lahr; † 28. Juni 1984 in Dernbach) war ein deutscher Zisterzienser, Abt und Gründer mehrerer Klöster des Ordens in Deutschland und Brasilien sowie Autor mehrerer theologischer Werke der römisch-katholischen Kirche.

## Leben

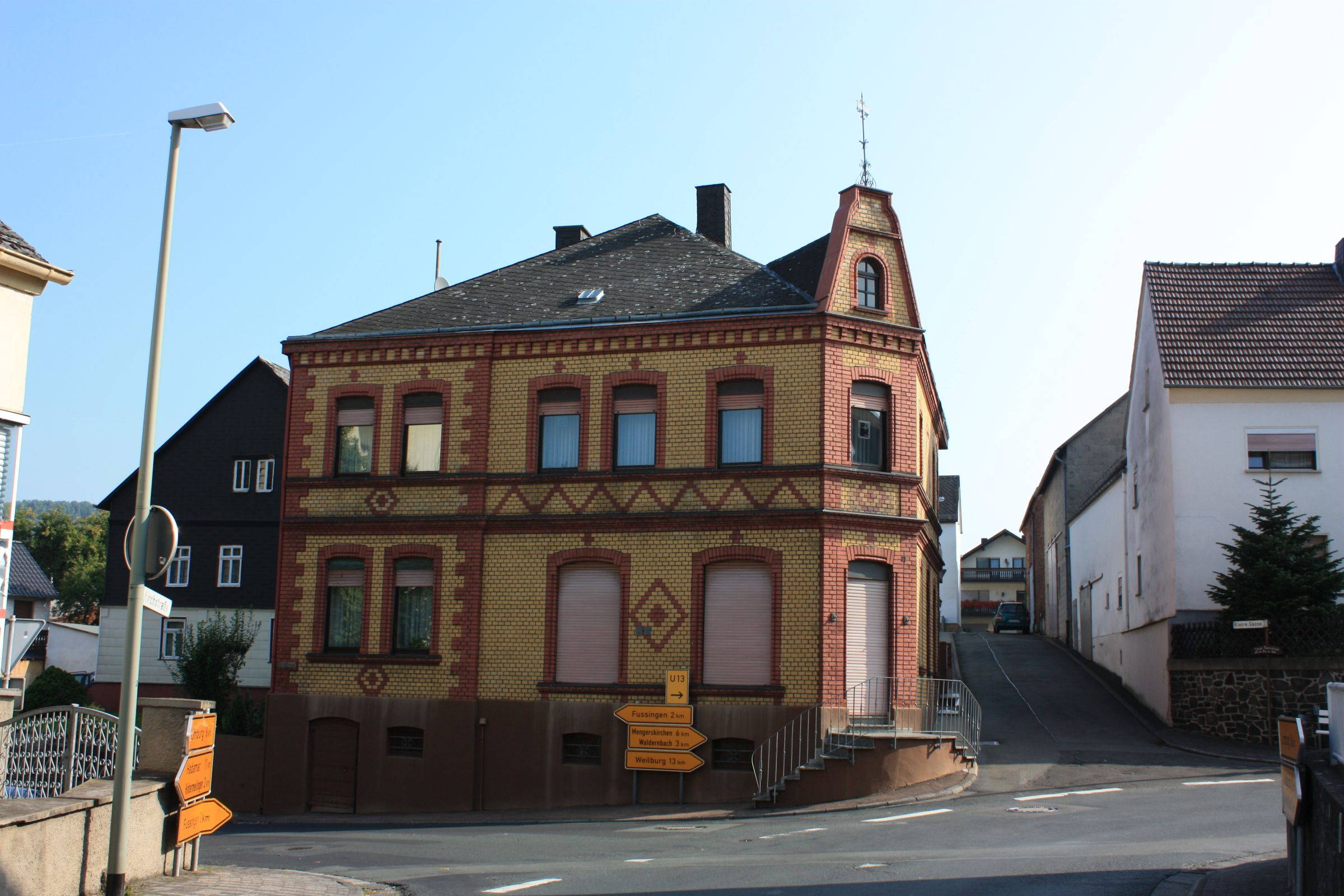
Das Gebäude des Kaufhaus Heun, Geburtshaus von Alfons Heun

Kilian Heun wurde als Sohn des Lahrer Kaufmanns Adam Heun geboren. Nach Besuch der Volksschule Lahr wechselte er an das Internat der Zisterzienser am Kloster Marienstatt. Kilian Heun trat in den Orden der Zisterzienser ein und legte am 31. Januar 1920 das Ordensgelübde ab. Als seinen Ordensnamen wählte er Alfons. An seinen Eintritt in den Orden schloss sich ein Studium der Theologie und Philosophie an. Am 16. Juni 1924 folgte die Priesterweihe durch Augustinus Kilian, den Bischof von Limburg.

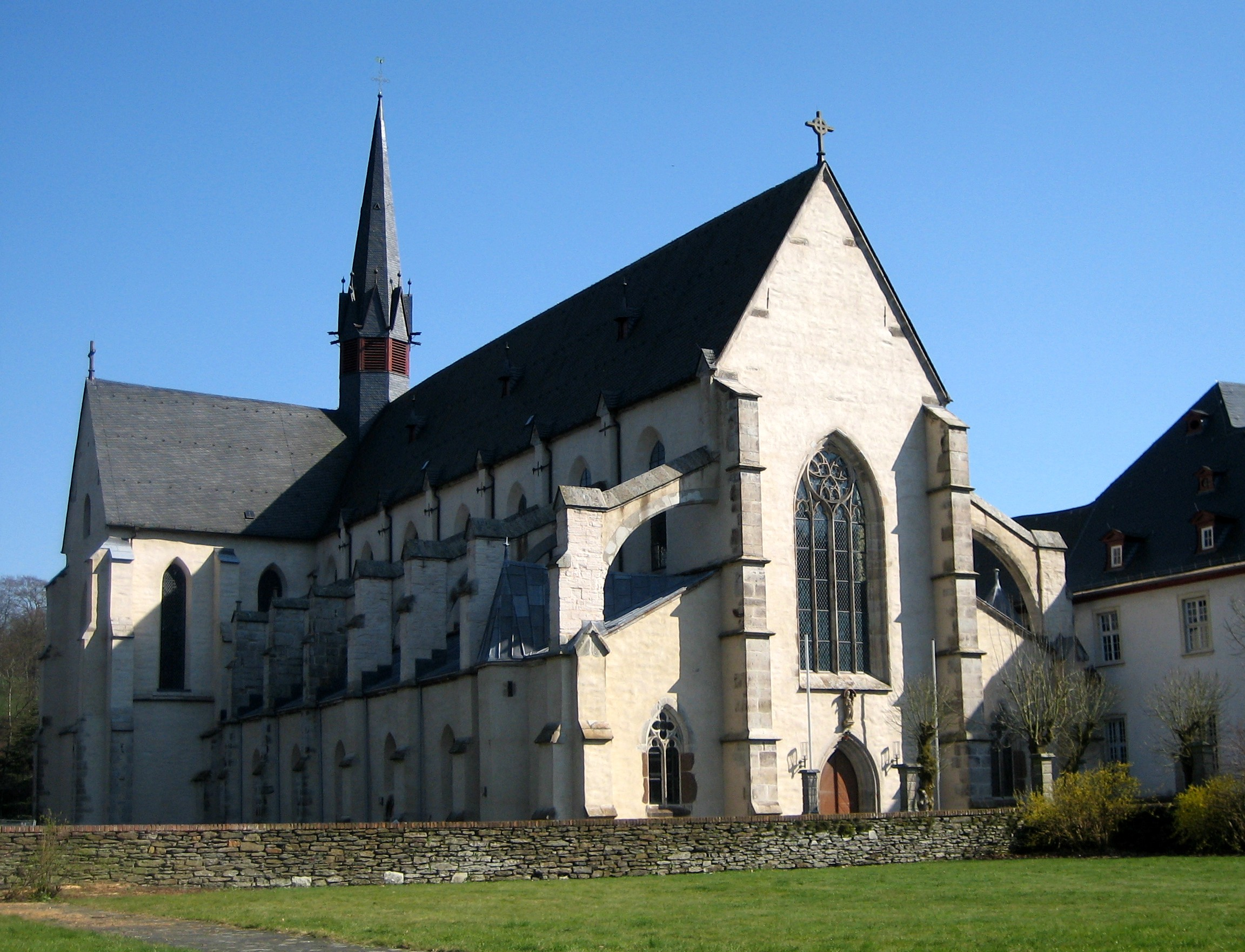
Kirche des Klosters Marienstatt

Das Heimatkloster von Alfons Heun war das Kloster Marienstatt. Dieses war erst 1888/90 vom Kloster Mehrerau, nach Beilegung des Kulturkampfes zwischen der römisch-katholischen Kirche und dem Königreich Preußen, aus wiederbesiedelt worden. Durch den hohen Anteil der Schweizer Staatsbürger im Konvent galt das Kloster Marienstatt in Preußen als ultramontanistische Einrichtung.
Im Jahr 1927 wurde Alfons Heun zum Gründungsprior des von Marienstatt wiederbesiedelten Klosters Hardehausen gewählt. Nach Erhebung Hardehausens zum selbstständigen Kloster erfolgte die Wahl Alfons Heuns zum ersten Abt des Klosters am 10. Oktober 1933. Die Benedizierung erfolgte am 10. Dezember 1933, dem 2. Adventssonntag, in Marienstatt durch Franziskus Janssens, den Generalabt des Ordens, unter großer Anteilnahme der Bevölkerung. Alfons Heun geriet zunehmend in Konflikt zu den Nationalsozialisten. Dieses führte schließlich 1938 zur Aufhebung des Klosters Hardehausen durch die Regierung. Er suchte daraufhin eine Möglichkeit das Land zu verlassen. Auf Vermittlung der Oberin Augusta von der Kettenburg CJ erhielt er die Möglichkeit in São José do Rio Pardo in Brasilien eine Seelsorgerstelle zu erhalten.

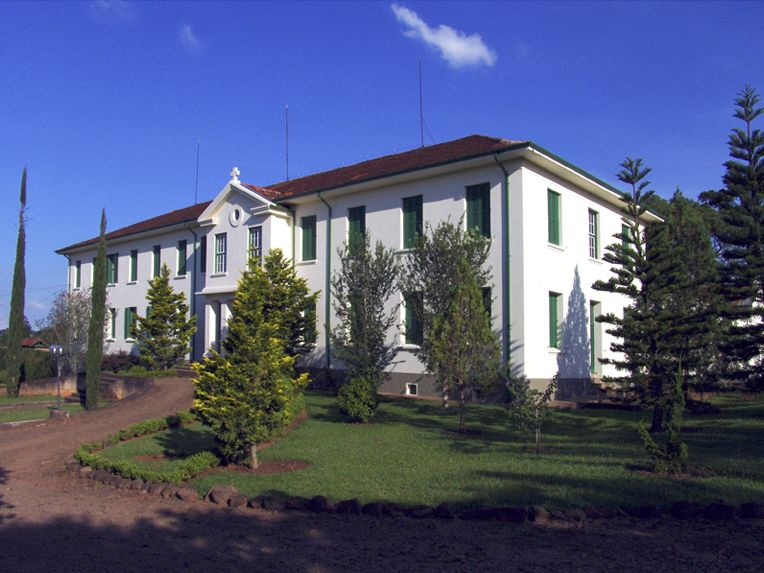
Das Gebäude des Klosters Hardehausen-Itatinga

Alfons Heun wanderte 1939 nach São José do Rio Pardo, São Paulo, aus. In diesem brasilianischen Bundesstaat hatte das Kloster Himmerod bereits 1936 das Kloster Itaporanga gegründet. Himmerod war erst 1922 vom Kloster Marienstatt wiederbesiedelt worden. In São José do Rio Pardo bemühte Alfons Heun sich um den Bau einer Kirche zu Ehren des Rochus von Montpellier. Dieser wurde von den überwiegend italienischstämmigen Einwanderern als Nothelfer gegen das Gelbfieber verehrt. Diese Kirche bildete die Grundlage der Zisterzienserabtei São José do Rio Pardo (Nossa Senhora de São Bernardo), die 1943 kanonisch gegründet wurde. Nach Beschluss des Zisterzienserordens wurde das Kloster jedoch dem Kloster San Bernardo alle Terme in Rom unterstellt. Am 19. Juni 1949 übergab Alfons Heun feierlich die Schlüssel zum Kloster an den neuen Abt.
Bereits seit 1940 war Alfons Heun Priester der Pfarrei von Mairinque, São Paulo. Hier veranlasste er eine umfassende Renovierung der Pfarrkirche.
In den folgenden Jahren setzte er die Bemühungen zur Gründung eines neuen Klosters fort. Hierbei wurde er von Henrique Golland Trindade OFM, Bischof von Botucatu, unterstützt. Dieser bot auf Vermittlung von Athanasius Merkle, dem Abt von Itaporanga, die Pfarrei von Itatinga als Ausgangspunkt der Klostergründung an. Mit Unterstützung von zahlreichen Spendern konnte hier das Kloster Maria Himmelfahrt (Mosteiro de Nossa Senhora da Assunção de Itatinga) gegründet werden. Die Gründung erfolgte am 16. Mai 1951 und damit am selben Tag wie die Gründungen des Klosters Hardehausen 1140 und 1927. Die Grundsteinlegung des Gebäudes erfolgte am 16. August 1951 durch Bischof Henrique Golland Trindade. Der Gründungskonvent bestand im Wesentlichen aus den von Hardehausen geflohenen Mönchen, die Alfons Heun erneut zum Abt wählten. Auf sein Bestreben wurden dem Kloster die kanonischen Rechte des ehemaligen Klosters Hardehausen übertragen. Das Kloster nannte sich daraufhin in Kloster Hardehausen-Itatinga um.
Aus gesundheitlichen Gründen resignierte er im Jahr 1957 vom Amt des Abts und kehrte nach Deutschland zurück. Er war daraufhin bis 1967 als Seelsorger im Vinzenz-Krankenhaus in Kerpen bei Köln tätig. Anlässlich der Feier seines silbernen Abtjubiläums 1958 ernannte ihn seine Heimatgemeinde Lahr im Westerwald zum Ehrenbürger. Hier legte er am 7. Mai 1964 den Grundstein für den Neubau der St. Johanneskirche. Von 1967 bis 1978 war er Priester im Zisterzienserinnenkloster Lichtenthal in Baden-Baden. Danach lebte er bis zu seinem Tod wieder im Kloster Marienstatt. Er starb im nahegelegenen Krankenhaus Dernbach und wurde auf dem Friedhof des Klosters bestattet.
Die Abt-Heun-Straße in Lahr (Westerwald) und die Rua Dom Alfonso Heun in Itaporanga (São Paulo) sind nach ihm benannt.

## Werke
- Altar und Leben. Paderborn: Schöningh, 1935
- Schule für den Dienst des Herrn. Kevelaer/Rhld: Butzon & Bercker, 1963
- Der Abt in der Konzeption des Heiligen Bernhard, in: Marienstätter gesammelte Aufsätze. Festschrift zum 750jährigen Gründungsjubiläum 1212–1962. Abtei Marienstatt (Hrsg.), 1962